# I've Got You Under My Skin (Charmed)
I've Got You Under My Skin is de tweede aflevering uit het eerste seizoen van Charmed.

## Verhaal
In deze aflevering zijn Andy en Darryl op onderzoeken naar een reeks ontvoeringen, waaronder ook die van Brittany, een vriendin van de zussen. Phoebe trekt de aandacht van een fotograaf, met een interesse in haar die verder gaat dan enkel een foto nemen. Ondertussen gaat Piper door een persoonlijke crisis, ze vreest dat haar krachten afkomstig zijn van het kwade na een documentaire gezien te hebben op National Geographics. De zoektocht van de Charmed Ones naar de mysterieuze verdwijningen komt in een stroomversnelling, als de zusjes eenmaal weten dat de verdwijningen het werk is van de demon Javna. Javna steelt de jeugd van jonge vrouwen door middel van een lichtstraal die door de demon gefixeerd worden in de ogen van zijn slachtoffers. Wanneer Prue vraagt of er een spreuk bestaat om de effecten van Javna ongedaan te maken, bevestigt Piper dat die bestaat, en dat de profeet Mohammed de hand van Fatima eeuwen geleden gebruikt heeft om Javna te verbannen.

## Foutjes
De volgende fouten zijn in deze aflevering te ontdekken:
- Omdat deze aflevering enige tijd na Something Wicca This Way Comes gemaakt is, zijn er onontkoombare visuele continuïteitsfoutjes;
- Het restaurant waar Piper werkt toont geen gelijkenissen met het restaurant dat men gebruikt heeft tijdens de pilotaflevering;
- In de vorige aflevering had het restaurant een andere naam: L'Opera Ristorante in plaats van Quake.
- In het restaurant praat Phoebe met Alec. In sommige shots rust haar hoofd op haar hand, terwijl in andere shots dat niet het geval is.
- In het restaurant bekijkt Stephan zijn linkerhand, die aan het verouderen is, maar wanneer hij Phoebe bij haar auto vastheeft, nadat ze haar visioen heeft gehad, is diezelfde hand weer normaal.
- Piper bekijkt een documentaire over de heksenprocessen van Salem. In de documentaire beweert men dat Mary Easte geveld werd door een bliksemschicht toen ze de kerk wilde betreden, in een poging om haar onschuld te bewijzen, en vervolgens verbrand werd. Dit alles is complete nonsens. Niemand van de geëxecuteerden van Salem werden op de brandstapel gezet. In de realiteit werden negentien mensen opgehangen, en één persoon, Giles Corey, werd door middel van een grote steen verpletterd. Mary Towne Easte was een van de drie zussen in Salem die beschuldigd werden. Mary werd berecht, onschuldig bevonden en vrijgelaten. Maar omdat de publieke opinie zo fel tegen haar vrijlating was, werd ze opnieuw gearresteerd en nadien opgehangen. Mary's zussen waren respectievelijk Rebecca Nurse en Sara Cloyce. Rebecca was een van de eersten die opgehangen werd (juli 1692). Sara werd vrijgesproken, maar was te zeer aangedaan door de gebeurtenissen en stierf enkele maanden later. Nakomelingen van al deze veroordeelden leven nog steeds in Massachusetts.